# Johan Læstadius
Johan Læstadius, född 2 januari 1815 i Kvikkjokks församling, död 24 februari 1895 i Jokkmokks församling, var en svensk präst och skolman.

## Biografi
Læstadius var son till komministern Carl Erik Læstadius och Christina Margareta Holmbom. Han blev student vid Uppsala universitet 1836, prästvigdes 1839 till adjunkt åt farbrodern, den dåvarande kyrkoherden i Vibyggerå församling Petrus Læstadius. Læstadius blev komminister i Ullånger församling samma år, pastorsadjunkt i Jokkmokks församling 1841, nådårspredikant i Kvikkjokks församling 1846 och tjänstgjorde sedan som skolmästare i Jokkmokk. Han utnämndes till ordinarie skolmästare i Gällivare 1849, tillträdde posten året därpå, blev 1855 komminister i Piteå församling, där han även var lasaretts- och fängelsepredikant, blev komminister och skolmästare i Kvikkjokk 1860, visitator i Lappmarkens norra distrikt 1865 och var kyrkoherde i Jokkmokk från 1870. Læstadius var även folkskoleinspektör 1869–1881.

### Familj
Læstadius gifte sig 1847 med Vendla Charlotta Björkman (1826–1873), dotter till komministern N. F. Björkman i Kvickjocks församling. De fick tillsammans barnen kyrkoherden Carl Fredrik Læstadius (född 1848) i Stensele församling och Vendla Christina Maria Læstadius (1853–1878) som var gift med kyrkoherden Axel Fredrik Westerlund i Örträsk församling.